# SELENE-2
SELENE-2 est une sonde spatiale japonaise destinée à étudier la Lune à l'aide d'un astromobile (rover) qui devait prendre la suite de SELENE lancée en 2007. La mission devait être lancé en 2015. Mais aucun budget n'ayant pu être dégagé, elle fut finalement annulée en 2015. Le développement d'un astromobile lunaire est repris dans le cadre d'un projet mené conjointement avec l'agence spatiale de l'Inde (mission LUPEX) qui doit être lancé vers 2024 et dont l'objectif est d'étudier et d'évaluer l'eau présente dans les régions polaires de la Lune.

## Historique
Au milieu des années 2000, l'agence spatiale japonaise ISAS commence à développer la mission lunaire SELENE/Kaguya, qui devait comprendre un atterrisseur. À la suite de l'abandon en 2007 d'un autre projet lunaire de l'agence, Lunar-A, celle-ci décide de conserver uniquement l'orbiteur et de supprimer l'atterrisseur. Une mission ultérieure, SELENE-2, devait reprendre le projet d'atterrisseur abandonné. La stratégie d'exploration de la Lune de l'agence spatiale est remise à plat à la fin de la décennie et les conclusions sont publiées en juin 2010. Celles-ci prévoient le lancement de SELENE-2 en 2015 tout en soulignant les problèmes de financement. Le projet, en attente de fonds depuis plusieurs années, est finalement officiellement annulé en mars 2015.

## Caractéristiques techniques
SELENE-2 devrait comprendre un orbiteur, un atterrisseur et un rover. La sonde spatiale devait être lancée par une fusée H-2A. Le site d'atterrissage proposé se situait sur la face éclairée aux latitudes basses ou moyennes. Un sous-satellite devait jouer le rôle de relais des transmissions vers la Terre tandis que des pénétrateurs devaient être projetés dans le sol lunaire. 

## Objectifs de la mission
Les objectifs scientifiques de la mission étaient :
- Étudier la géologie et la géophysique de la Lune ainsi que l'environnement lunaire.

Les objectifs scientifiques étaient :
- Tester la technique d'atterrissage de précision,
- Tester la mobilité à la surface de la Lune,
- Tester les techniques de survie durant la longue (15 jours) et froide nuit lunaire.

## Successeurs
Courant 2022, l'agence spatiale japonaise développe trois missions robotiques lunaires : 
- SLIM est un démonstrateur technologique de petite taille qui doit se poser sur la Lune. Son objectif est de valider la technique d'atterrissage de précision[3].
- HERACLES est une mission développée avec l'agence spatiale européenne (ESA) comprenant un atterrisseur, un astromobile et un module permettant le retour d'un échantillon de sol lunaire, la JAXA serait responsable du développement de l'étage de descente LDE (Lunar Descent  Element). D'une masse de 6,8 tonnes celui-ci pourra déposer une charge utile de 1 530 kilogrammes à la surface de la Lune. Le LDE utilisera un moteur d'une poussée de maximale de 30 kiloNewton brûlant un mélange de méthane liquide et d'oxygène liquide[4]. En 2019, le projet est refondé en tant qu'European Large Logistics Lander (EL3)[5].
- LUPEX est une mission spatiale développée avec l'agence spatiale indienne (ISRO) qui doit déposer un astromobile de 350 kilogrammes dans les régions polaires de la Lune. Celui-ci est équipé d'une foreuse permettant de prélever des échantillons de régolithe jusqu'à 1,5 mètre de profondeur. Il emporte une suite d'instruments permettant d'effectuer des investigations préalables puis d'analyser les carottes de sol lunaire. Il a pour objectif de déterminer la quantité d'eau présente aux pôles, sa distribution et contribuer à élucider les mécanismes de stockage de celle-ci[6].